# José Tomás y García
José Tomás y García (Fuente la Higuera, ¿?-1814) fue un helenista y traductor español.

## Biografía
Nacido en Fuente la Higuera, estudió Filosofía y Teología en la Universidad de Valencia. El canónigo de la catedral, Faustino de Alcedo, quedó prendado de sus méritos académicos y lo escogió por preceptor de su sobrino Felipe Carlos Vallejo y Alcedo, que murió como Oficial de la Secretaría de Estado de Gracia y Justicia. Pasó con su discípulo a Alcalá de Henares, donde éste pretendía estudiar leyes y cánones; redactó unas lecciones de filosofía para su pupilo, que llegó a publicar, y aprovechó para estudiar allí él también griego y hebreo. Terminados sus estudios, pasaron a Madrid y allí José Tomás obtuvo dos prestamerías o prestameras (becas para seminaristas) y se ordenó sacerdote. Entonces el rey lo nombró bibliotecario real (1789) junto a otros escritores que desempeñaban ese oficio, como José Antonio Conde o Ignacio García Malo. En ese cargo permaneció hasta la Guerra de la Independencia y murió en 1814, dejando muchos manuscritos inéditos. En vida llegó a ver publicada su traducción de la República de Platón bajo este título: La república de Platón , ó Coloquios sobre la justicia, traducidos del griego, é ilustrados con varias notas por D. J. T. Y. G. (Madrid: José Collado, 1805). Tomás añadió una densa introducción de ochenta páginas y usó en su trabajo, aparte del texto original, las versiones latinas de Marsilio Ficino y del jesuita Tomás Serrano y la francesa del padre Jean Nicolas Grou.